# Дуброво (Большесельский район)
Деревня с созвучным названием Дубровки, стоит также на правом берегу Юхоти, но в нижнем течении
Дуброво — деревня в Большесельском сельском поселении Большесельского района Ярославской области.

## География
Деревня расположена на правом берегу реки Юхоть в её среднем течении. В деревне дорога, связывающая районный центр Большое Село с федеральной трассой Р104 выходит на берег Юхоти (к востоку, в сторону Большого Села идёт по берегу реки, а к западу, к федеральной трассе удаляется на несколько километров от берега). На расстоянии около 1 км к северо-западу от Дуброво эта дорога пересекает реку Онучино, правый приток Юхоти. Ниже Дуброво по течению стоит деревня Самарино, а выше Чаново и Кершево. Вокруг этих четырёх деревень поле, окружённое лесами.

## Население
По данным статистического сборника «Сельские населенные пункты Ярославской области на 1 января 2007 года», в деревне Дуброво проживает 4 человека.